# سیارک ۲۰۵۶۷
سیارک ۲۰۵۶۷ (به انگلیسی: 20567 McQuarrie، نامگذاری:1999RS129) بیست هزار و پانصد و شصت و هفتمین سیارک کشف شده‌است که در ۹ سپتامبر ۱۹۹۹ کشف شد.
قدر مطلق سیارک برابر ۱۴.۸ است.